# Chrysopilus davisi
Chrysopilus davisi är en tvåvingeart som beskrevs av Johnson 1912. Chrysopilus davisi ingår i släktet Chrysopilus och familjen snäppflugor.
Artens utbredningsområde är North Carolina. Inga underarter finns listade i Catalogue of Life.